# Långtjärnen (Jörns socken, Västerbotten, 723898-169078)
Långtjärnen är en sjö i Skellefteå kommun i Västerbotten och ingår i Skellefteälvens huvudavrinningsområde.